# Rue Georgette-Agutte
La rue Georgette-Agutte est une voie du 18e arrondissement de Paris, en France.

## Situation et accès
La rue Georgette-Agutte est une voie publique située dans le 18e arrondissement de Paris. Elle débute au 36, rue Vauvenargues et se termine au 151, rue Belliard.

## Origine du nom

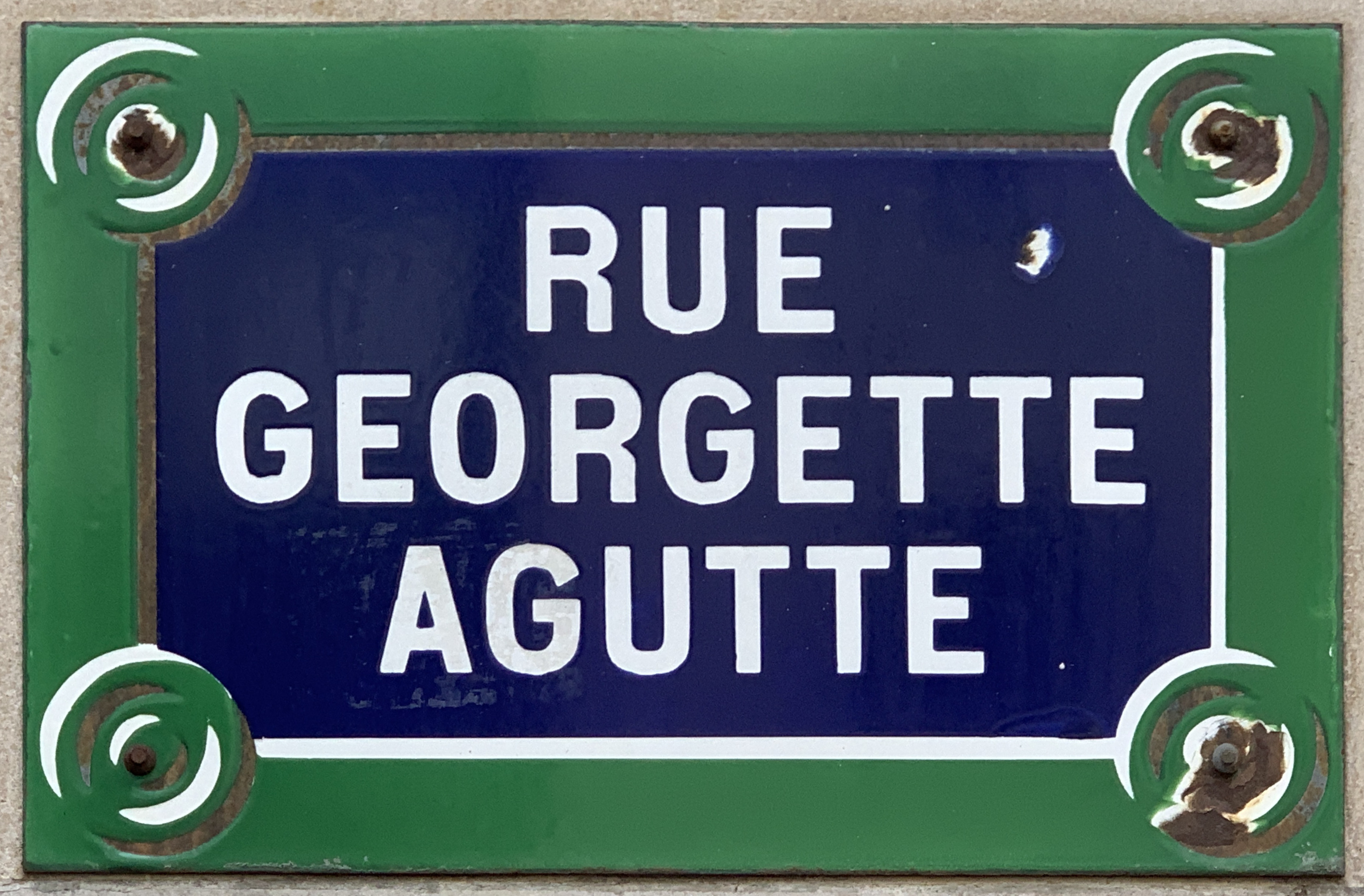
Plaque de la rue.

Elle porte le nom de Georgette Agutte (1867-1922), peintre et épouse de Marcel Sembat.

## Historique
Cette rue, ouverte en 1908 sous le nom de « rue Jean-Dollfus-prolongée », a pris sa dénomination actuelle par un arrêté 15 mai 1930.